# Карлабкинский сельсовет
Карлабкинский сельсовет — административно-территориальная единица и муниципальное образование со статусом сельского поселения в Левашинском районе Дагестана Российской Федерации.
Административный центр — село Карлабко.

## Население
| 2002  | 2010  | 2012  | 2013  | 2014  | 2015  | 2016  |
| ----- | ----- | ----- | ----- | ----- | ----- | ----- |
| 3329  | ↗3941 | ↗4041 | ↗4083 | ↗4111 | ↗4137 | ↗4183 |
| 2017  | 2018  | 2019  | 2020  | 2021  | 2023  | 2024  |
| ↗4226 | ↗4240 | ↗4262 | ↗4328 | ↘4126 | ↗4190 | ↗4255 |
| 2025  |       |       |       |       |       |       |
| ↗4298 |       |       |       |       |       |       |

## Состав
| № | Населённый пункт | Тип населённого пункта       | Население |
| - | ---------------- | ---------------------------- | --------- |
| 1 | Карлабко         | село, административный центр | ↘2562     |
| 2 | Сулейбакент      | село                         | ↗1564     |